# Subang Jaya

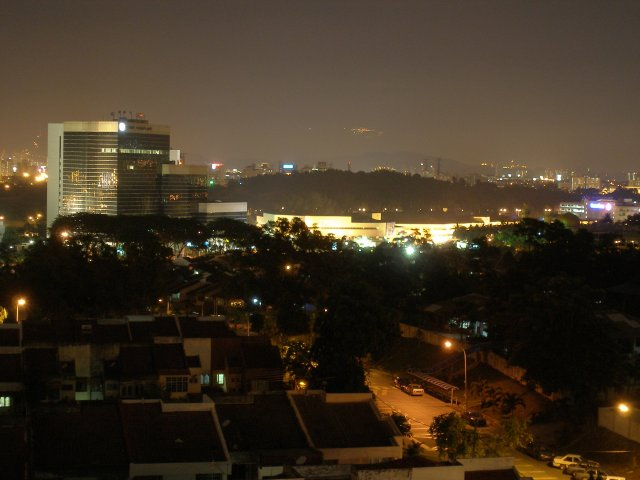
Subang Jaya

Subang Jaya is een stad en gemeente (majlis bandaraya; city council) in de Maleisische deelstaat Selangor. De gemeente telt 614.000 inwoners en is onderdeel van de agglomeratie Groot-Kuala Lumpur (Klang Valley).
Nabij de stad is een basis van de Koninklijke Maleisische luchtmacht gelegen.